# Рєбров Юрій Васильович
Юрій Васильович Ребров — 19 вересня 1926, інженер-конструктор, винахідник, проєктувальник метало-конструкцій промислових, телекомунікаційних та цивільних споруд. Багато з проєктів, для яких він проєктував металоконструкції, розташовані, в тому числі, на території України: київські телевежа і будинок меблів, Стахановський вагонобудівний завод, Харківський завод Електроважмаш, Запорізький трансформаторний завод, тощо.
Як проєктувальник брав участь в розробці проєктів металоконструкцій телецентрів в Санкт-Петербурзі, Києві, а в проєктах для Єреванської та Тбіліської телебашен був головним інженером проєкту.

## Біографія
Народився 19 вересня 1926 року, в Воронцове-Олександрівське (Зеленокумск). У 1934—1942 роках навчався в середній школі в Тбілісі. Однокласник Арчила Гомеашвілі. У важкий 1942 рік устиг попрацювати токарем на військовому заводі.
У 1943 вступив до Тбіліського авіаційного технікуму і в 1947 з відзнакою його закінчив. У числі 5 % випускників був направлений на навчання в Московський Авіаційний Інститут.
1947-1950- Московський Авіаційний Інститут — філія в Тбілісі. У 1950 перевівся на 2й курс Тбіліського Інституту Інженерів Залізничного Транспорту і 1954 з відзнакою його закінчив.
У 1954 році, після закінчення інституту, за розподілом направлений міністерської рознарядкою на 3 роки в Україні, в будівельно монтажне управління «Стальконструкція» Донецьк. Там отримав призначення на Єнакіївський ділянку в Ворошиловськ. З серпня 1954 був призначений на свою 1-у посаду — виконроб. А вже в червні 1955 направлений курси підвищення керівних співробітників в Москву для підготовки до своєї нової посади.
В серпня 1955 призначений на нову посаду — головний інженер ділянки. Під час роботи брав безпосередню участь в монтажі металевих конструкцій металургійного заводу ім. К. Є. Ворошилова.
У 1957 році він виконував проєкт розрахунку металоконструкцій перехідною опори лінії електропередач висотою 120 м через річку Зея. В цьому ж році брав участь в розробці проєкту монтажу металоконструкцій вежі Ленінградського телецентру висотою 300 м методом підрощування.
У 1958 році керував бригадою проєктувальників за наступними проєктами: — Розробка проєкту металоконструкцій будівлі складального корпусу Запорізького трансформаторного заводу з двоярусним розташуванням кранів; — Розробка проєкту металоконструкцій будівлі складального цеху № 2 Харківського заводу «Електроважмаш». Авторський нагляд. У 1959 році — головний інженер проєкту розробки металоконструкцій комплексу цехів Кадієвського заводу металоконструкцій (зараз «СТАХАНОВСЬКИЙ ВАГОНОБУДІВНИЙ ЗАВОД»).
В цьому ж році — розробка та затвердження технічних проєктів металоконструкцій веж Тбіліського і Єреванського телецентрів.
У 1965—1969 роках працював в проєктному бюро ЮНІМЕС і проєктному бюро заводу сомельє в Алжирі.
З 1969 року — керівник сектора і керівник відділу просторових конструкцій в ЗНДІЕП в Києві.
З 1974 року займався впровадженням ЕОМ у процеси проєктування будівель і споруд.
На підставі його винаходу «висячі покриття будівель і споруд» побудований київський Будинок Меблів біля метро Дружби Народів.

## Родина
Онук Юрія Реброва — Сергій Черненко, випускник Гарварду та професор фінансів в Університеті Колумбусу.
Племінниця Юрія Реброва — українська письменниця та журналістка, редактор журналу Forbes Маргарита Ормоцадзе